# Albertus Magnus
Albertus Magnus eller Albert den Store, greve af Bollstädt (1206 i Lauingen an der Donau – 15 november 1280 i Köln) var en tysk filosof, teolog og naturforsker. 
Han var biskop i Regensburg 1260-1262, dominikaner og udnævnt eller ophøjet til kirkelærer og helgenkåret i 1931 med festdag 15. november.
Sammen med Thomas Aquinas, som var hans elev, var Albertus en af de vigtigste repræsentanter for den middelalderlige skolastik. Han indtrådte 1223 i dominikanerordenen og blev efter studier i Padua og Paris lærer i flere tyske byer, bl.a. Köln.
Albertus lavede den første systematiske tolkning af Aristoteles' skrifter i middelalderen og søgte at påvise at der ikke findes nogen modsigelse mellem Aristoteles' tænkning og kristen tro. Han var også en for sin tid fremstående naturvidenskabsmand og kaldes for doctor universalis, lærer på alle områder, på grund af sin vidtfavnende lærdom.